# ابومنصور ریابی

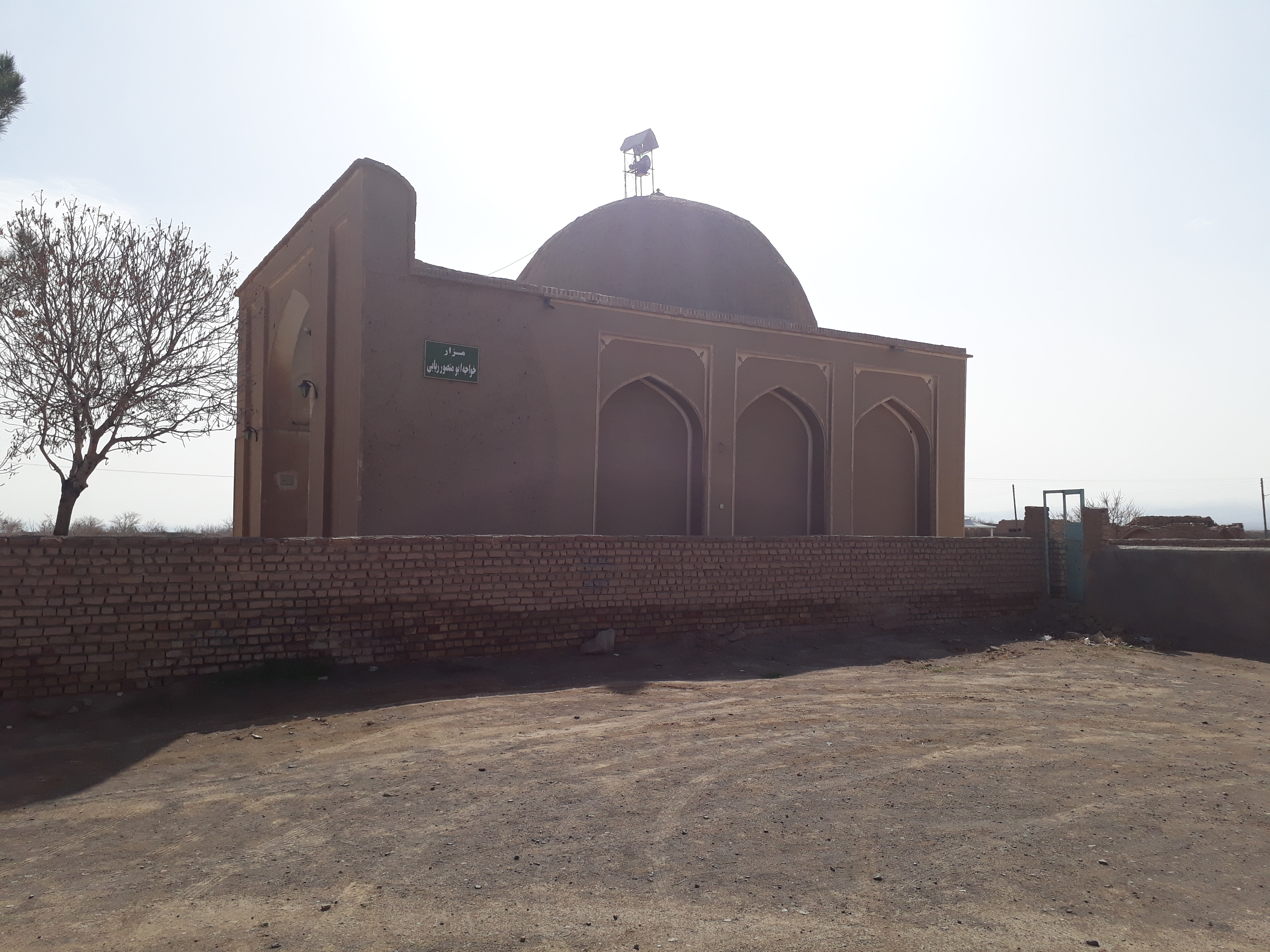
مقبره ابومنصور ریابی

ابومنصور از وزرای طغرل فرزند میکاییل فرزند سلجوق بنیانگذار سلسله سلجوقیان بوده‌است. هم‌اکنون در روستای ریاب واقع در شهرستان گناباد مزاری هست که به مدفن ابومنصور شهرت دارد. برادرش ابوسعید نیز از وزرای صاحب جاه و قدرت بود. وی عادت داشت که قبل از اتمام دعا و نماز صبحگاه به امر دیگری نپردازد. مورخین نوشته‌اند که روزی در حالی که هنوز نمازش تمام نشده بود، فرستاده شاه رسیده و گفت باید هر چه زودتر به خدمت شاه برسد. ابومنصور اعتنایی نکرد و طبق معمول نمازش را به پایان رساند. شاه که از تاخیر او بسیار ناراحت بود علت را جویا شد. ابومنصور گفت: «من بنده پروردگار عالمیانم و چاکر شهریار جهان. با خود نذر کرده‌ام که هر صبح تا از عرض بندگی و نیاز به درگاه کریم کارساز نپردازم خود را در سلک ملازمین درگاه و قایمین به خدمت سلطان منتظم نسازم.» این جواب مورد پسند سلطان واقع شد و او را بخشید.